# Jérôme Xavier
Compléments
Jérôme Xavier fit partie de la troisième mission à la cour de l'empereur Akbar
Jérôme Xavier, né Jérôme de Ezpeleta y Goñi en 1549 à Beire, Navarre (Espagne) et décédé le 27 juin 1617 à Goa (Inde), est un prêtre jésuite espagnol, missionnaire en Inde du Nord. Ayant résidé pendant une vingtaine d’années à Lahore puis à Agra, il fut l’âme de la troisième mission auprès de la cour moghole.

## Biographie

### Préparation en Europe
Petit-fils de la sœur (Anne de Jassu) de saint François Xavier, Jérôme adopte le nom de son célèbre grand-oncle lorsqu’il entre au noviciat des jésuites le 7 mai 1568, à Alcalá de Henares. Par cela il exprime également son désir de partir pour les missions d’outremer. Après des études de philosophie et de théologie à l’université de la même ville, il y est ordonné prêtre en 1575.
À la fin de son Troisième An, fait à Villarejo de Fuentes (1579), ses supérieurs accèdent à sa vocation missionnaire. Il embarque à Lisbonne le 8 avril 1581 et arrive à Goa à la fin du mois de septembre.

### Missionnaire en Inde
Dès son arrivée, il reçoit des responsabilités de supérieur : il le sera toute sa vie.  Maître des novices durant un an, à Goa (1582), il devient recteur du collège de Bassein (1584-1586) et puis de celui de Kochi (1586-1592). À Cochin, il est également supérieur canonique de la mission de Saint-Thomas à Malabar. Il y met en œuvre de nouvelles méthodes missionnaires et prend un soin actif de la formation des séminaristes autochtones de Vaypicolta. 
Revenu à Goa comme supérieur de la maison professe (1592-1594), il remet en usage parmi les Jésuites la pratique annuelle des 'Exercices spirituels'.  
En 1594, il est choisi pour diriger le troisième groupe missionnaire envoyé auprès de l’empereur Akbar. Peut-être les raisons de ce choix furent-elles que les Portugais prenaient ombrage de ce qu’un castillan ait une position si importante en Inde portugaise. 

### À la cour des moghols
Pour la troisième fois, Akbar avait demandé l’envoi de pères jésuites à sa cour. Jérôme Xavier arrive à Lahore le 5 mai 1595 en compagnie de Manuel Pinheiro et du frère Bento de Góis. Ils sont fort bien reçus et logent au palais même. Akbar leur donne un professeur leur permettant d’étudier le persan. Dans une lettre du 20 août 1595, il écrit : « Pour ces jours-ci notre occupation principale consiste à étudier la langue perse. Avec l’aide de Dieu nous espérons pouvoir la parler dans un an. Pour le moment nous ne sommes que des statues. » Pour lui cet engagement des jésuites est une mission à long terme.
Jérôme, tout particulièrement proche de l’empereur, lui tient compagnie lors d’expéditions militaires, au Cachemire (1597) et au Deccan (1599). Il est témoin de la prise de la forteresse de Asirgarh en janvier 1601. Au retour, Akbar s’installe définitivement à Agra. Les jésuites l’y suivent.
En 1602, Bento de Gois part pour son voyage d’exploration en Asie centrale. D’autres jésuites arrivent de Goa pour étoffer le groupe, mais Jérôme Xavier reste le pilier de cette mission. Appartenant à la seconde génération de missionnaires, comme Matteo Ricci, Alessandro Valignano et d’autres, il est sensible à la nécessité d’inculturer la foi chrétienne. L’étude de la langue n’a pas pour seul but de pouvoir débattre, mais également de pouvoir communiquer foi et doctrine chrétiennes dans la langue de la région. 
À partir de 1597, Jérôme s’essaye à quelques textes chrétiens en persan, dont le texte du 'Pater Noster'. En 1602, il publie une ‘vie du Christ’ (Mirat-ul-kuds) en persan. Cette première œuvre est suivie de nombreuses autres dont la plus importante est sans doute un petit résumé de doctrine chrétienne intitulé : A’ina i haqq numa’. Ce livret paraît en 1609.
L'empereur Akbar meurt en 1605. Les rapports restent bons avec son successeur, le prince Salim qui prend le nom de Jahangir. Ce dernier aime visiter la petite église qui fut construite à Agra. En 1610, trois neveux de l’empereur y reçoivent le baptême. C’est perçu comme une grande victoire et la cérémonie est solennisée. Trois ans plus tard cependant tous les trois ‘rendent leur crucifix’ aux pères.  

### Retour à Goa
En 1614 Jérôme Xavier est rappelé à Goa où cette fois il est recteur du collège Saint-Paul. Il le reste jusqu’à sa mort, survenue accidentellement, le 17 juin 1617. Il avait été nommé archevêque de Cranganore, mais la bulle de nomination arriva à Goa après son décès.

## Œuvres (en langue perse)
Jérôme Xavier est à l'origine de la littérature chrétienne en langue perse. Il composa plusieurs œuvres (souvent offertes à l'empereur même) qui restèrent les livres de référence de ses successeurs. 
- Vie du Seigneur Jesus (Dastan-i hazrat-i 'isa), offert à Akbar en 1602, eut un certain succès à la cour moghole. 17 copies ont survécu.
- Miroir de la vérité (A'ìina-yi haqq-numa) est un volumineux tome divisé en cinq livres. Sa composition prit 12 ans. Présenté sous forme de dialogue entre un mullah, un philosophe sceptique et un père, le livre est une somme de doctrine chrétienne. Le ton général est celui de la rechercche de la vérité plutôt que la polémique.
- Un résumé du livre précédent
- Les Actes des apôtres (1607)
- Un livre sur les devoirs du roi, offert à Jahangir en 1609.
- Les Psaumes de David
- Les Évangiles
- quelques autres livres auxquels il fait allusion dans sa correspondance mais qui semblent perdus.